# استراهان، تاسمانی
استراهان (به انگلیسی: Strahan) یک شهرک در استرالیا است که در تاسمانی واقع شده‌است.